# 吉田朋代 (チェンバロ奏者)
吉田 朋代 （よしだ ともよ、1970年 - ）は、日本のチェンバロ奏者。日本テレマン協会（コレギウム・ムジクム・テレマン）所属。

## 略歴
大阪府吹田市出身。武庫川女子大学音楽学部器楽科卒業。元々はピアノ奏者だったがチェンバロに転向し中野振一郎に師事。その他にも畑儀文に伴奏法、室内楽を延原武春に師事している。
1998年より中野振一郎門下生選抜メンバーによる演奏会「くらぶさん倶楽部」に出演。2000年からはソリストとしても日本テレマン協会の定期演奏会等に出演。2006年からは単独リサイタルも開催、音楽評論家から音楽の友誌上で「安定感と完成度が高い」や「持ち前の高度な技術力と、決して並ではない音色に対する鋭い感受性」と評価される。
バッハ一族やフローベルガー、クープランなどのドイツ・フランスのバロック時代の楽曲を得意とする。
現在ほぼ年1回のペースで単独リサイタルを行ない、日本テレマン協会主催の演奏会にも参加。演奏活動の傍ら後進の指導も行っている。